# Thorkild Simonsen
Thorkild Simonsen (ur. 7 lipca 1926 w Sønder Rubjerg, zm. 4 września 2022 w Risskov) – duński polityk, nauczyciel i samorządowiec, w latach 1982–1997 burmistrz Aarhus, od 1997 do 2000 minister spraw wewnętrznych.

## Życiorys
Kształcił się w szkołach nauczycielskich, egzaminy zawodowe zdał w 1953. Pracował jako nauczyciel, w latach 1964–1970 był dyrektorem Brobjergskolen w Aarhus. Zaangażował się w działalność polityczną w ramach Socialdemokraterne, był członkiem komitetu wykonawczego tej partii. Od 1966 do 1997 zasiadał w radzie miejskiej Aarhus. Od 1970 wchodził w skład zarządu miasta, w latach 1982–1997 sprawował urząd burmistrza. W październiku 1997 dołączył do rządu Poula Nyrupa Rasmussena, obejmując stanowisko ministra spraw wewnętrznych, które zajmował do lutego 2000.